# Gada (Keule)

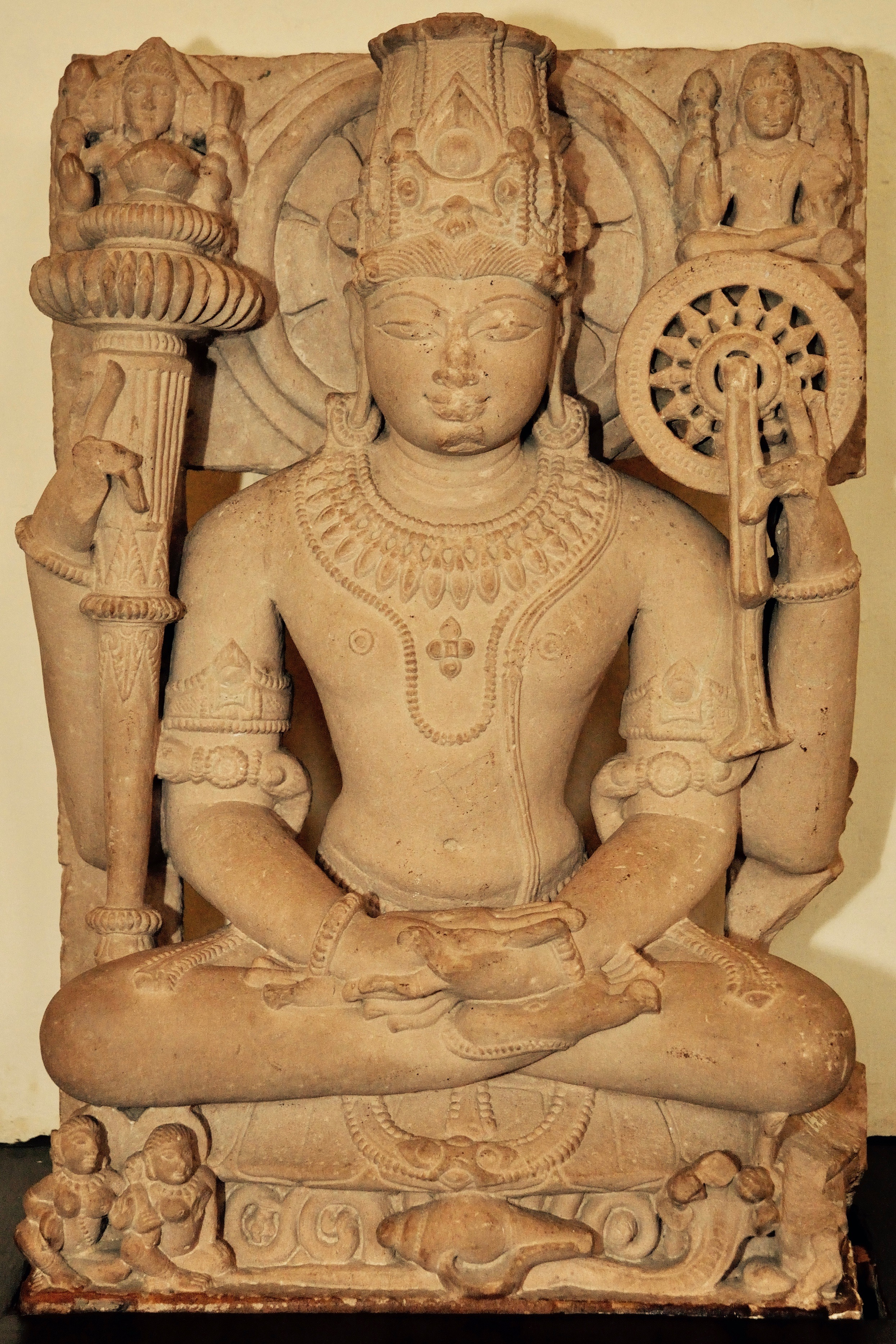
Meditierender Vishnu mit Keule und Rad bzw. Wurfscheibe (chakra)

Gada (Sanskrit गदा, gadā, „Keule“ oder „Streitkolben“) ist neben der Wurfscheibe bzw. dem Rad (chakra), dem Schneckenhorn (shankha) und dem Lotos (padma) eines der vier Hauptattribute der Hindugottheit Vishnu. Auch Bhairava, Chamunda und Kubera können primitiv wirkende Keulen tragen; einige Heldengestalten des Mahabharata wie Bhima, Duryodhana, Jarasandha oder Balarama werden als Meister des Keulenkampfes bezeichnet. In vielen neuzeitlichen Darstellungen des als Gott verehrten Affengenerals Hanuman wird auch dieser mit einer Keule dargestellt. Auch die Wächterfiguren (dvarapalas) an Tempeln des südindischen Pallava-Reichs tragen häufig Keulen.
Das Sanskritwort gada wurde in die Malaiische Sprache übernommen, in der es allgemein „Keule“ oder „Knüppel“ bedeutet.

## Ursprung und Entwicklung
Die Keule ist eine der ältesten Schlagwaffen der Welt. In der Jungsteinzeit verwendete man Keulenköpfe aus einem durchbohrten, häufig scheibenförmigen Stein. Auch aus der Kupfer- und Bronzezeit sind mit einem Loch versehene Keulenköpfe erhalten. Da die Verbindung zwischen einem hölzernen Stiel und einem metallenen Kopf sich auf Dauer als unbeständig erwies, ging man vielerorts allmählich dazu über, auch den Stab aus Metall herzustellen. Der Keulenkopf erhielt in späterer Zeit beim Schmieden Rippen und Noppen etc., die einerseits das Gewicht der Waffe verringerten und gleichzeitig deren Stabilität verbesserten, andererseits aber auch die Wirkung des Schlages erhöhten. Der Keulenstiel wurde manchmal leicht konisch gegossen oder geschmiedet.
Aus den Keulen entwickelten sich im Lauf der Zeit Waffen wie der Hammer oder der Morgenstern, aber auch Zepter und ähnliche Zeremonialgegenstände bzw. Herrschaftsinsignien. Ein bedeutendes Exemplar, das seinen Ursprung als Keule nicht verleugnen kann, stammt aus der Zeit des Mogulreichs.

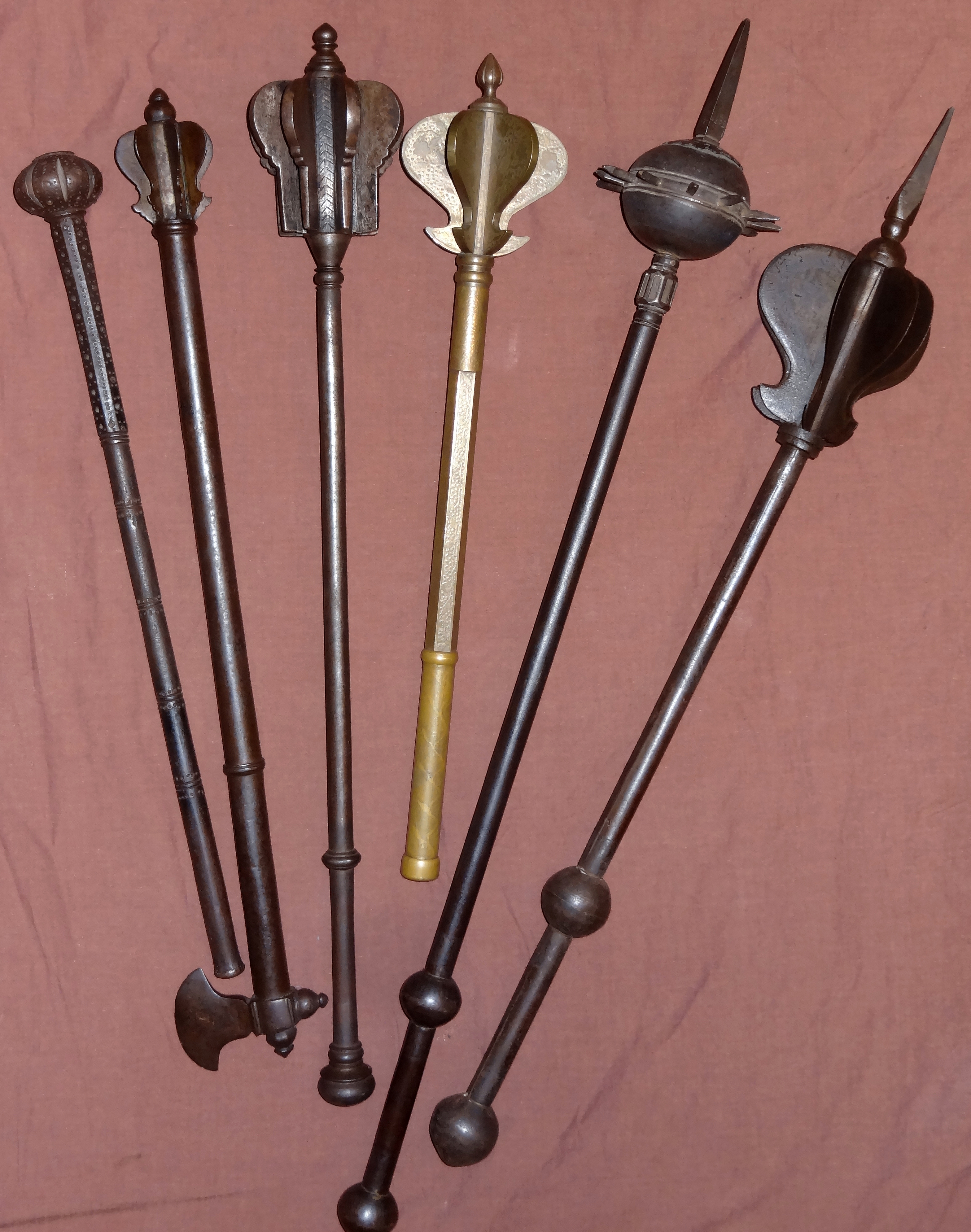
Indo-persische Keulen aus Eisen
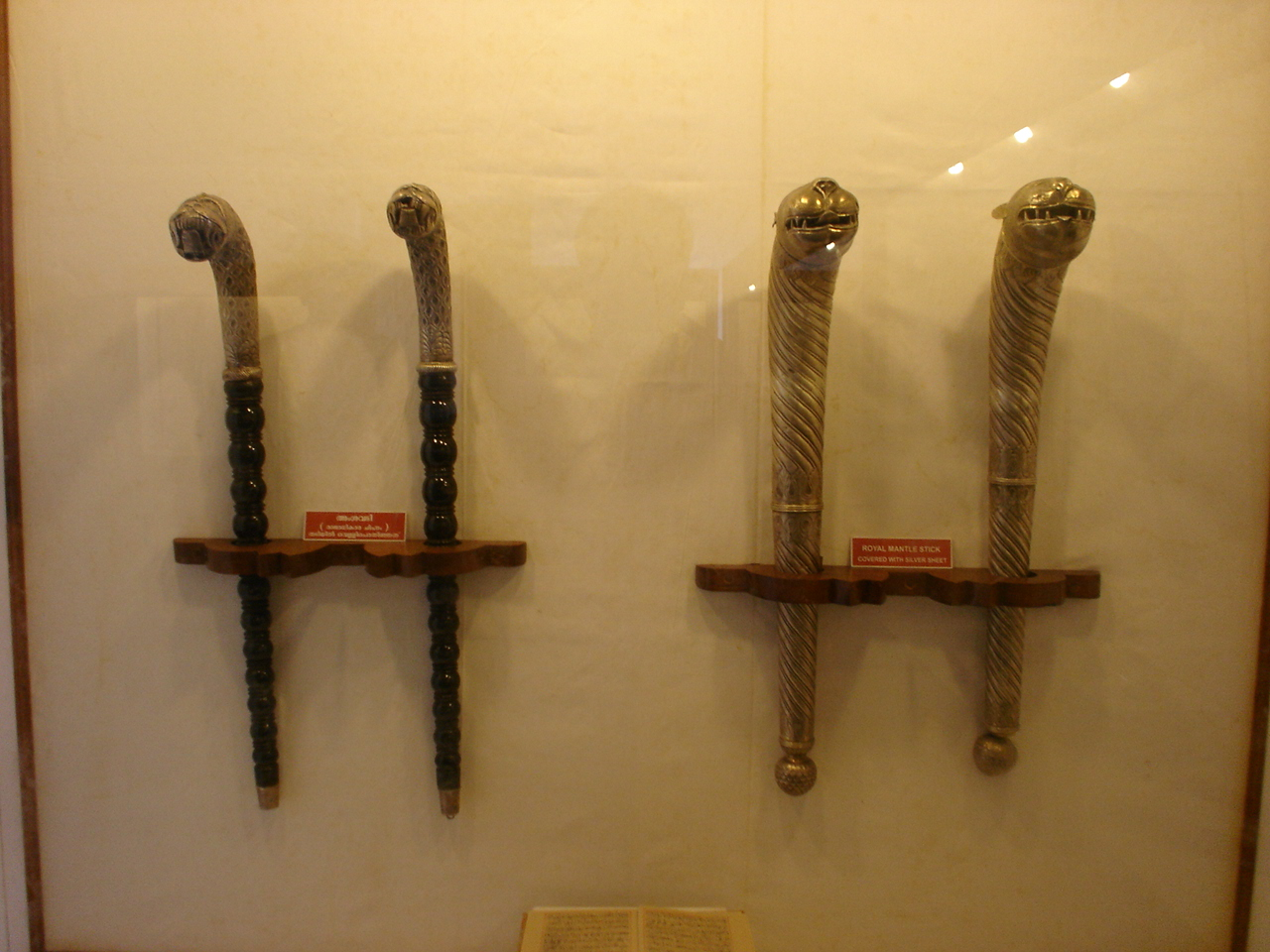
Keulen mit gebogenen Enden
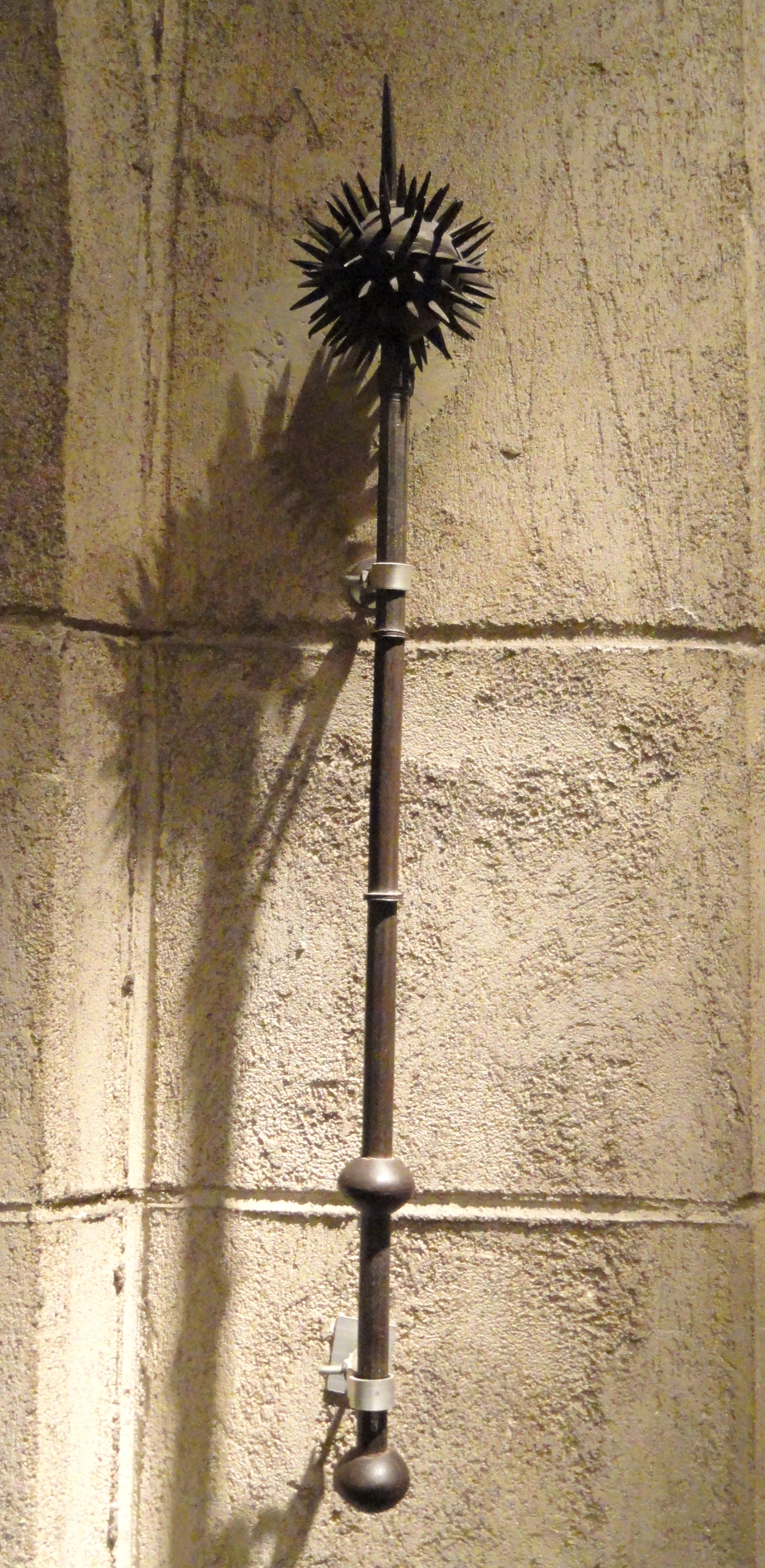
Keule mit Stachelkopf
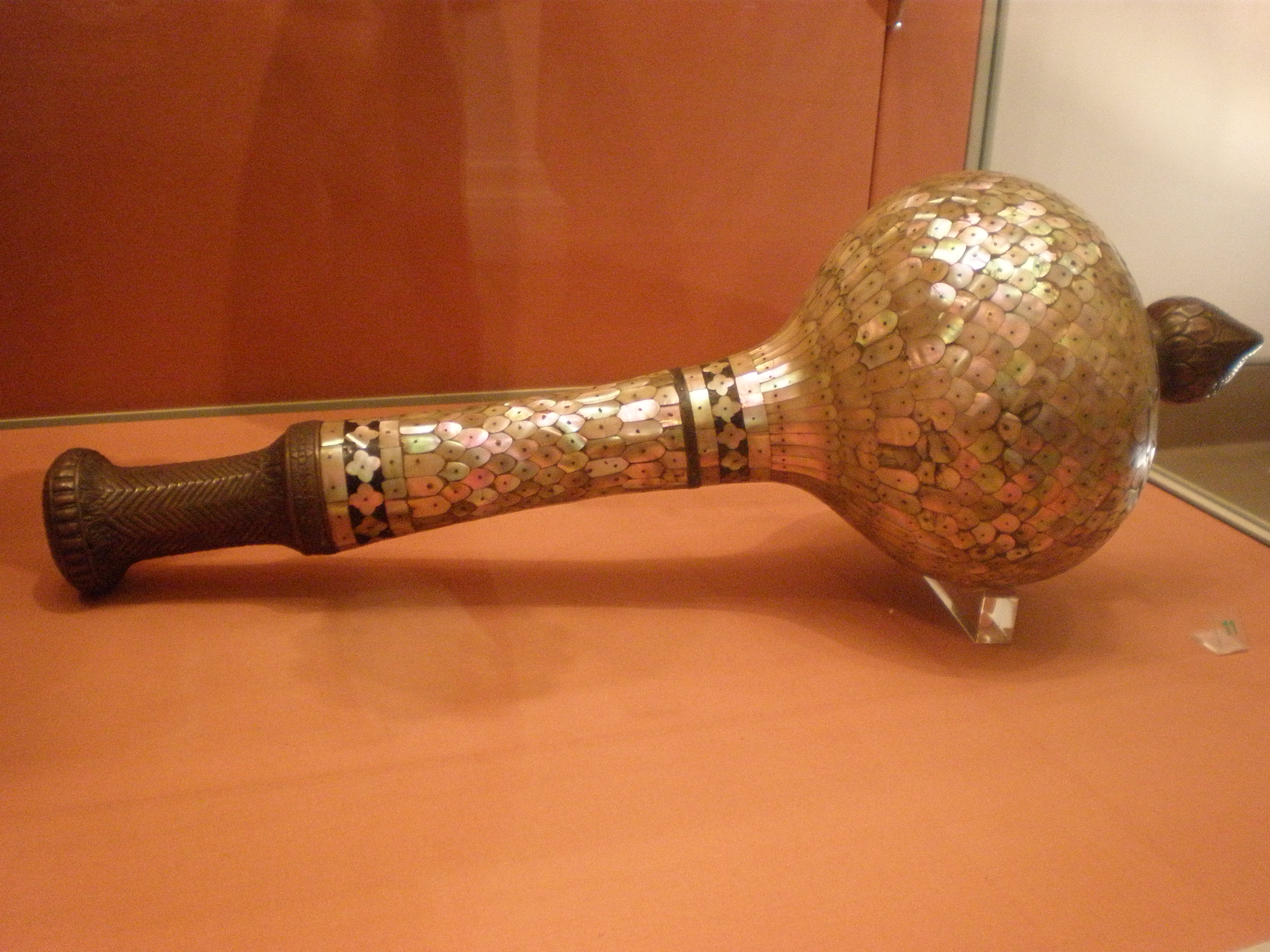
Keule aus der Mogulzeit (um 1600)

## Legende
Einer Legende zufolge erhielt Vishnu seine Keule mit Namen kaumodaki („die wie Donner dröhnte“) aus den Händen des vedischen Himmelskönigs Varuna.

## Darstellungen
Darstellungen Vishnus mit einer Keule sind spätestens seit dem 6. Jahrhundert bekannt (vgl. Dashavatara-Tempel), doch bereits in den frühen Beispielen wird die Keule nicht mehr als Waffe eingesetzt, sondern fungiert als Repräsentationsobjekt oder als Machtinsignie. In einigen Fällen ist sie beinahe genauso groß wie der sitzende oder stehende Gott. Im indischen Mittelalter (9.–12. Jahrhundert) häufen sich die Beispiele; es haben sich jedoch nur wenige Artefakte in der Art, wie sie in den Tempelskulpturen erscheinen, erhalten. Diese haben meist einen konisch geformten Stiel und einen ringförmigen und gerippten Kopf in der Art eines amalaka-Ringes. Manchmal wird kaumodaki auch als schöne Frau dargestellt.

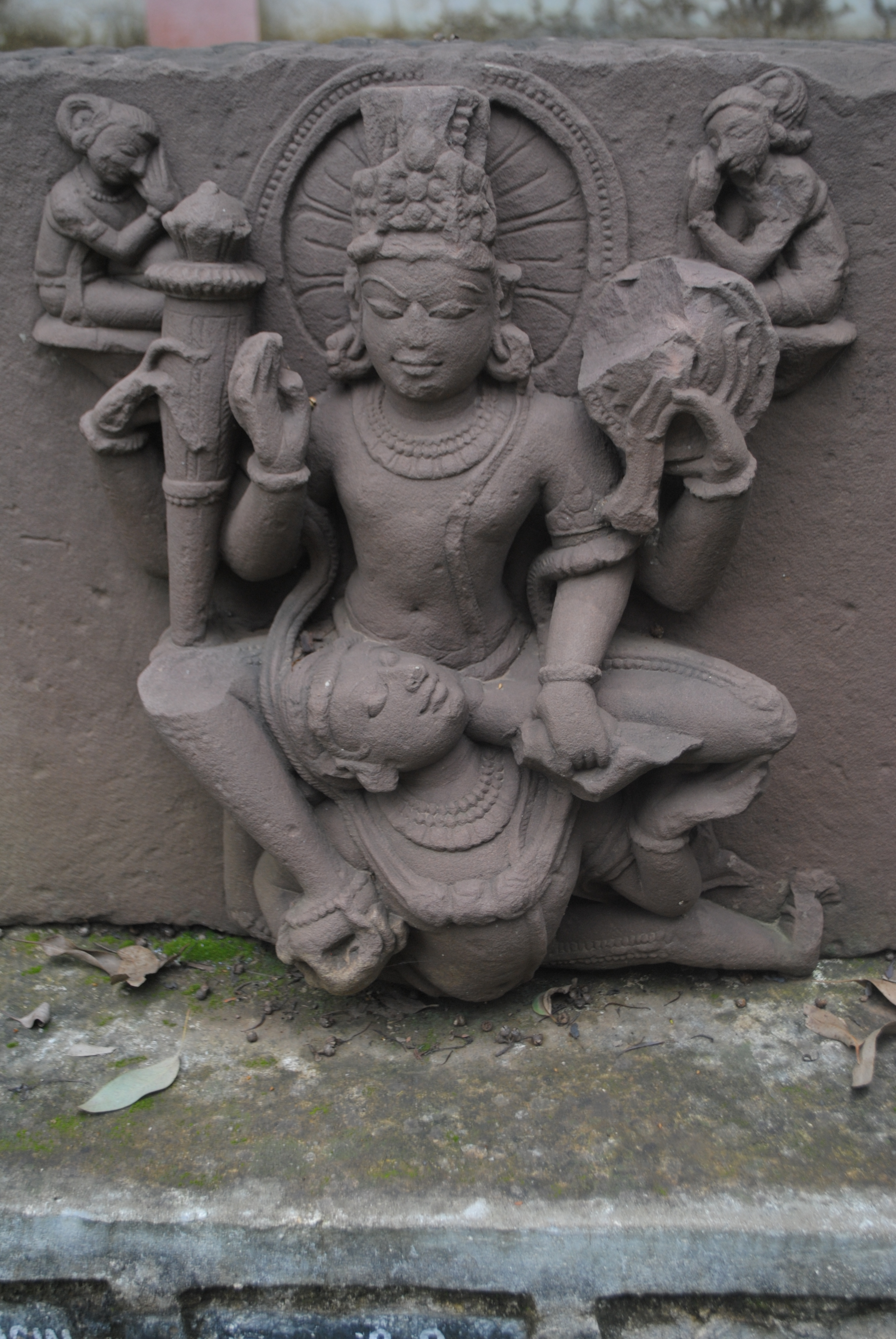
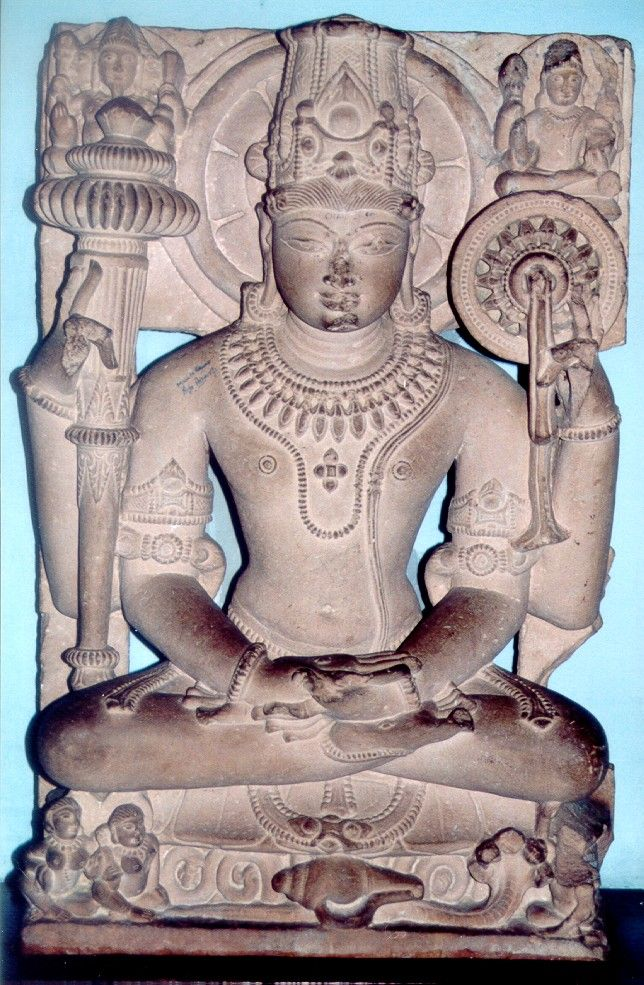
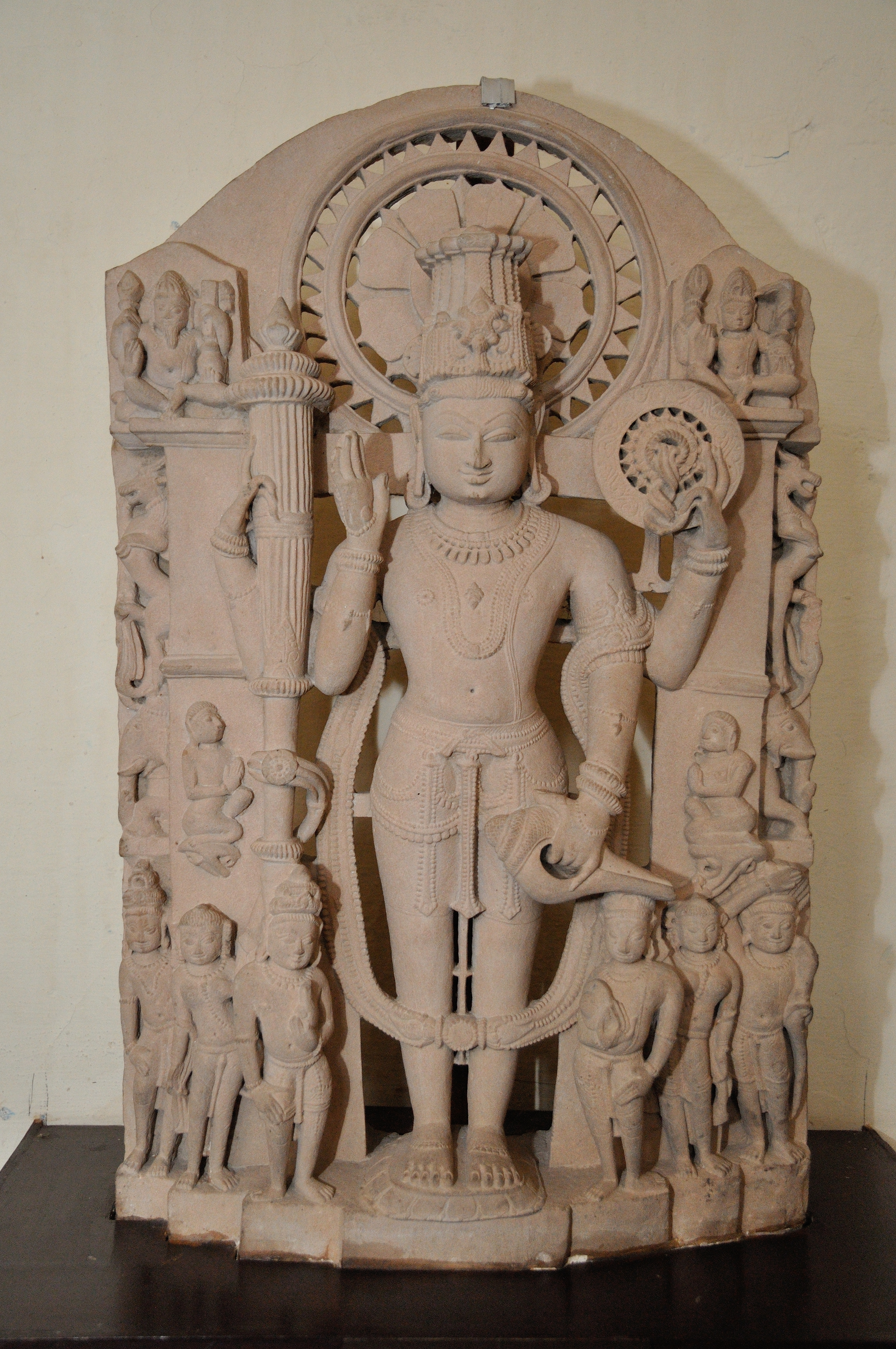
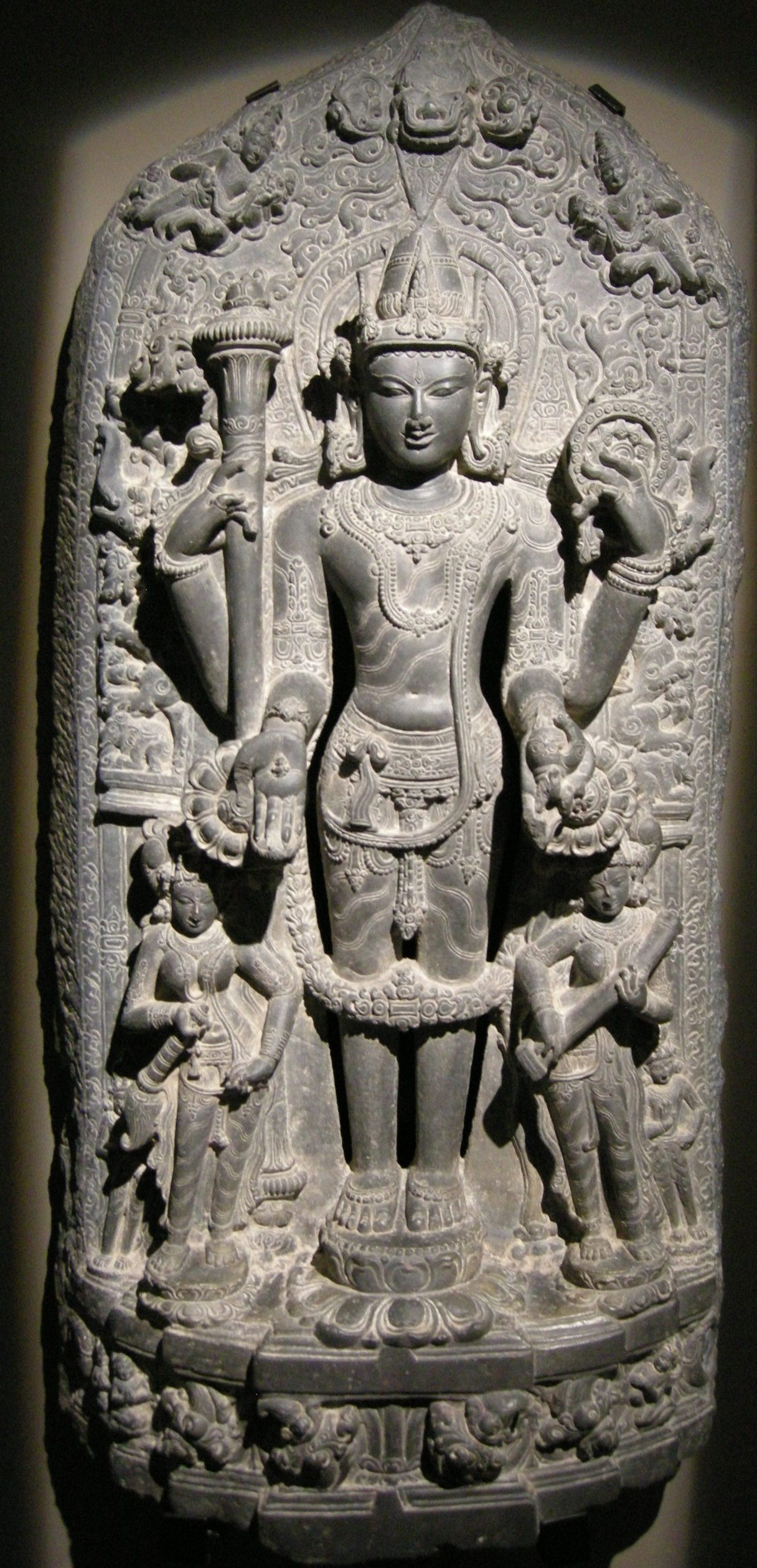
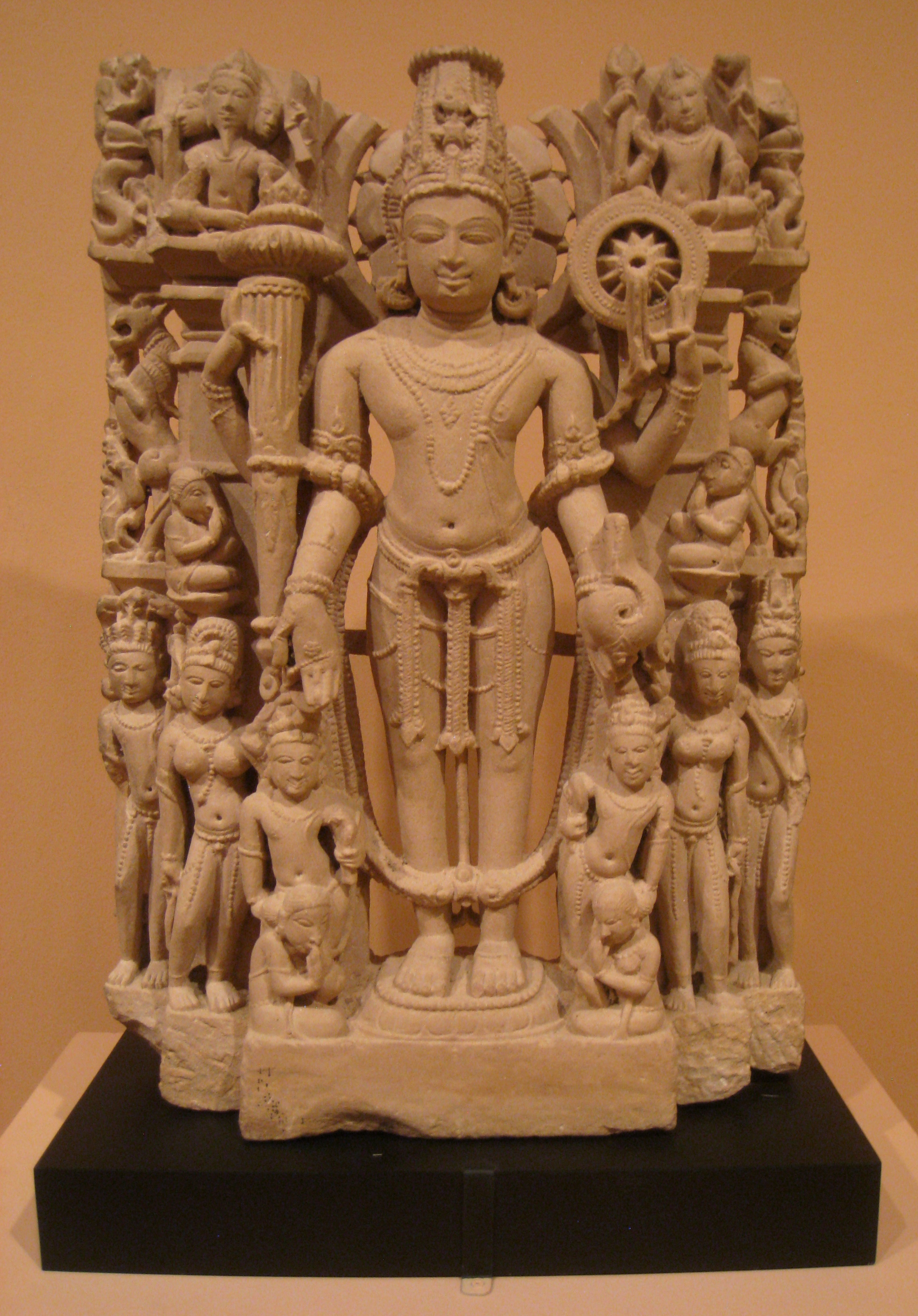
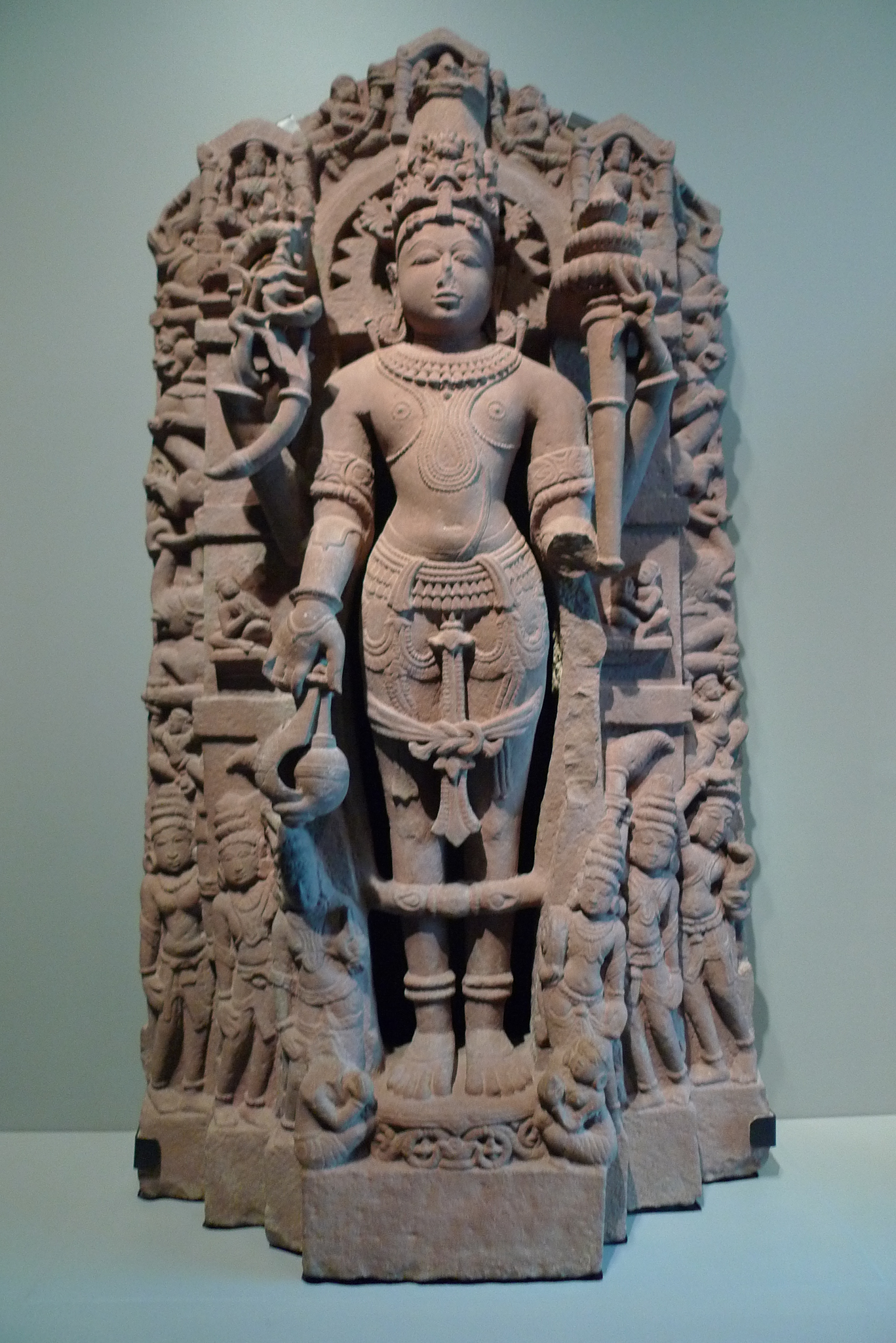

## Symbolik
„Im Hinduismus und Buddhismus zerteilt sie (die Keule) im esoterisch-philosophischen Sinne die Wolken der Unwissenheit und bringt das Licht der Erkenntnis.“

## Sonstiges
Nicht nur in der westlichen Welt, sondern auch in Indien und Südostasien werden Keulen als Sportgeräte oder beim Jonglieren eingesetzt.